# Sergio III
Sergio III (Roma, 860-Roma, 14 de abril de 911) fue el papa 119.º de la Iglesia católica desde el 29 de enero 904 hasta su muerte en 911. Fue papa durante un período de violencia feudal y desorden en el centro de la península itálica, cuando las facciones aristocráticas enfrentadas trataron de utilizar los recursos militares del papado.
Debido a que Sergio III había ordenado el asesinato de sus dos predecesores inmediatos, León V y Cristóbal, y por ser el único papa en tener un hijo ilegítimo que más tarde se convertiría en papa (Juan XI), su pontificado ha sido descrito como «triste y lamentable», y «deficiente y despiadado».

## Biografía

### Carrera temprana

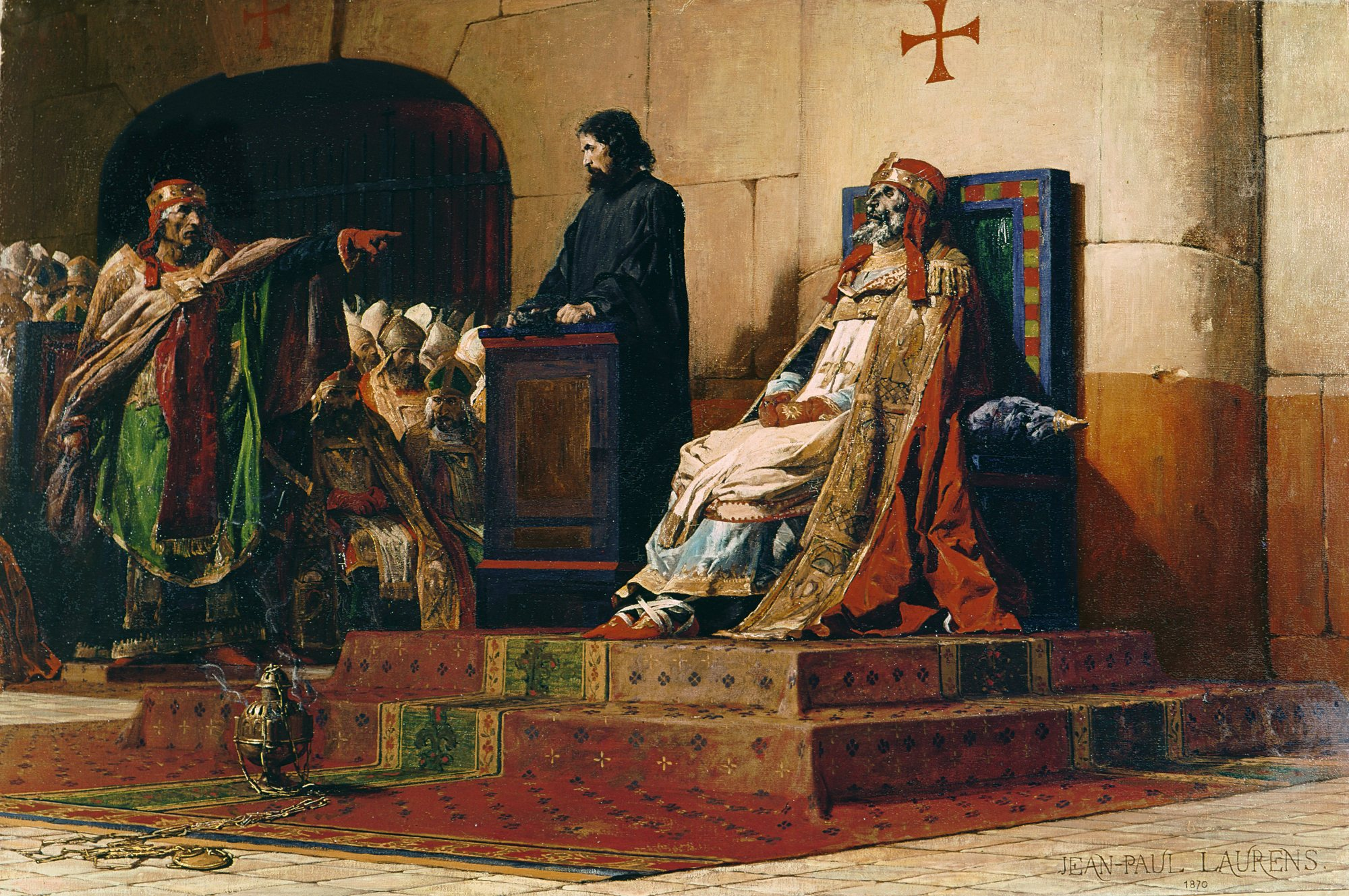
Jean-Paul Laurens, "El papa Formoso y Esteban VI" (1870).

Era el hijo de Benedicto, y tradicionalmente considerado descendiente de una noble familia romana, aunque se ha especulado que de hecho estaba relacionado con la familia de Teofilacto, conde de Tusculum.
Fue ordenado como subdiácono por Marino I y posteriormente fue elevado a diácono por el papa Esteban V.
Durante el pontificado de Formoso (891-896), fue miembro del partido de los nobles que apoyaron al emperador Lamberto, quien se oponía a Formoso y a su candidato imperial, Arnulfo de Carintia.
Formoso consagró a Sergio como obispo de Caere (actual Cerveteri) en 893, al parecer, con el fin de sacarlo de Roma.
A la muerte de Formoso en 896, dejó de ser obispo de Caere ya que todas las ordenaciones conferidas por Formoso fueron declaradas nulas y sin efecto, aunque su ordenación como obispo más tarde fue reconfirmada por Teodoro II.
Participó activamente en el llamado Concilio Cadavérico que condenó el pontificado de Formoso.

## Pontificado

### Antecedentes
Con la muerte de Teodoro en 898, Sergio junto con un pequeño grupo de seguidores de la nobleza romana dirigida por su padre Benedicto, intentó ser elegido papa en contra de los deseos del emperador Lamberto. 
A pesar de que Sergio sí fue elegido, también se eligió un candidato rival, Juan IX (898-900). Con el apoyo de Lamberto, Juan fue proclamado papa y uno de sus primeros actos fue convocar un concilio que excomulgó a Sergio y sus seguidores. Sergio fue entonces exiliado por la fuerza por Lamberto, huyendo a su sede en Caere, en la que se puso bajo la protección de Adalberto II, margrave de Toscana.
En el momento en que el antipapa Cristóbal (903-904) tomó la silla de San Pedro por la fuerza, las circunstancias habían cambiado en Roma con el ascenso del magister militum Teofilacto, conde de Tusculum, que había sido destinado a Roma por el emperador Luis «el Ciego» en 902. Colocándose a la cabeza de una facción de la nobleza, Teofilacto se rebeló contra Cristóbal y le pidió a Sergio volver a Roma para convertirse en papa. Sergio aceptó y, con el respaldo de la armada de Adalberto II, entró en Roma cuando Cristóbal ya había sido apresado por Teofilacto. A continuación, Sergio fue consagrado papa el 29 de enero de 904.
El ahora papa Sergio III debía su ascenso al poder político a Teofilacto, y lo recompensó con la posición de sacri palatii vestararius, funcionario principal del mecenazgo papal en el control de los desembolsos y por lo tanto del patrocinio. Todo el poder real recaía en Teofilacto y Sergio esencialmente se convirtió en su marioneta. Tal vez el primer signo claro de este cambio en el poder fue el destino de los dos predecesores de Sergio, el papa León V y el antipapa Cristóbal. De acuerdo con el sacerdote y poeta Eugenio Vulgarius, el cual apoyó a Formoso, Sergio ordenó la estrangulación de León y Cristóbal mientras estaban en prisión en algún momento a principios de 904. El hecho que ambos hombres fueron asesinados durante el pontificado de Sergio parece probable, aunque otros relatos cuentan que al menos a Cristóbal se le permitió retirarse a un monasterio. Teniendo en cuenta la verdadera situación del poder, parece más probable que sea Teofilacto quien dio las órdenes directamente o que él guiara a Sergio para que las diera. Durante el resto de su pontificado, Sergio promovió a su familia y miembros de su partido aristocrático a posiciones de autoridad y prominencia dentro de la iglesia.
Durante su pontificado Guillermo I de Aquitania, El piadoso, duque de Aquitania y conde de Auvernia, fundó la abadía de Cluny, residencia matriz de la nueva orden de Cluny en 909. Guillermo concedió todos los derechos sobre la abadía a la iglesia de Roma.

### Actividad en Italia
Convocó un concilio que anuló todas las ordenaciones de Formoso y exigió a todos los obispos ordenados por Formoso que sean reordenados. Se ha alegado que Sergio logró obtener el consentimiento del clero romano en el concilio mediante amenazas de exilio, violencia o mediante el uso de soborno. La decisión de exigir una reordenación fue muy impopular, y los afectados al estar distantes de Roma no sólo ignoraron las instrucciones del concilio sino que también escribieron cartas donde condenaban la revocación de las ordenaciones y justificaban la validez de las ordenaciones originales. El fallo fue nuevamente revertido posteriormente después de su muerte.
Confirmando su continuo apoyo a la facción anti-Formoso, Sergio honró al asesinado Esteban VI (896-897), responsable del «Concilio Cadavérico» que condenó y mutiló el cadáver de Formoso, y mandó a escribir un epitafio laudatorio en su lápida. Durante siglos se creía que Sergio exhumó una vez más el cadáver de Formoso para ser juzgado, declarado culpable, y decapitado, por lo tanto, habría realizado un segundo «Concilio Cadavérico». Sin embargo, la fuente de esta información era Liutprando de Cremona, quien colocó erróneamente el «Concilio Cadavérico» en el pontificado de Sergio III, en lugar del de Esteban VI.
A pesar de que tanto Sergio como Teofilacto no apoyaban al emperador Luis, tampoco estaban dispuestos a concederle el título imperial al único otro contendiente, Berengario de Friuli. En la única ocasión que Sergio accedió coronar a Berengario fue alrededor de 906, aunque Berengario fue impedido de llegar a Roma por las fuerzas de Alberico I de Spoleto y Adalberto II de Toscana, partidarios de Sergio pero disconformes con su decisión de apoyar a Berengario, aunque la falta de voluntad de este para controlar a sus vasallos también contribuyó a la renuencia del Papa. Cuando Albuino, margrave de Istria comenzó a tomar territorio papal bajo el control de Juan, arzobispo de Rávena en 907, Sergio escribió a Albuinus pidiéndole que desistiera. Cuando Sergio fue ignorado, el papa escribió al obispo de Pola en 910 lo siguiente:

Nunca concederé la corona [imperial] a Berengario hasta que se comprometa a tomar la marca [de Istria] de Albino, y se la dé a un mejor hombre.

Reconstruyó el palacio de Letrán, que había sido destruido por un terremoto en 896 y luego despojado de sus tesoros por el antipapa Cristóbal. Lo reformó con objetos, imágenes y crucifijos, y decoró sus paredes recién construidas con frescos.
En 905 proporcionó fondos para la iglesia de Silva Cándida, la cual había sido devastada por una incursión sarracena.
También ayudó con la reconstrucción de la abadía de Nonantola, que había sufrido ataques de los magiares, y finalmente concedió privilegios a algunos monasterios e iglesias de Francia Oriental y Occidental.

### Relación con Constantinopla
Al igual que sus predecesores, siguió defendiendo la cláusula Filioque del símbolo niceno, la cual estaba en contra de la postura de la Iglesia de Oriente. 
Los legados papales que asistieron al concilio de Trosle en junio de 909 atacaron la posición bizantina, consiguiendo que el sínodo la condenara en el decimocuarto canon:

Como la Santa Sede Apostólica ha tenido conocimiento que los errores blasfemos de un cierto Focio contra el Espíritu Santo son todavía vigorosos en Oriente, errores que enseñan que el Espíritu Santo no procede del Hijo, sino solo del Padre, venerables hermanos, los exhortamos junto con nosotros, que de acuerdo con la advertencia de las normas de la sede romana y después de un cuidadoso estudio de las obras de los Padres, a extraer del Escrito Sagrado un carcaj de flechas suficientemente afiladas para matar al monstruo que está resurgiendo en vida.

Casi un siglo más tarde, esta decisión dio lugar a la eliminación del nombre de Sergio de los dípticos por parte de Sergio II, patriarca de Constantinopla.
Sin embargo, el principal problema con Constantinopla que se presentó durante el pontificado de Sergio fue la cuestión del cuarto matrimonio del emperador bizantino León VI. Tanto el emperador, que quería casarse con Zoe Karbonopsina, como Nicolás I, patriarca de Constantinopla, hicieron un llamamiento a Sergio. El papa envió legados papales a Constantinopla, que apoyaron al emperador basándose en que los cuartos matrimonios no habían sido condenados por la Iglesia en su conjunto. Ante la renuencia de Nicolás a aceptar este fallo, León VI lo depuso, con lo que Nicolás hizo un llamamiento al papa alegando que su deposición era injustificada.

## Supuesta relación con Marozia
La relación entre Sergio y la familia de Teofilacto se volvió incluso más cercana gracias a, al menos según los rumores, una supuesta relación con la hija de Teofilacto, Marozia. Esta supuesta relación fue promovida por la madre de Marozia, Teodora, y fruto de esta nació un niño varón que con el pasar del tiempo se convirtió en el papa Juan XI (931-935). La única fuente de este relato es el cronista Liutprando de Cremona, quien narró los acontecimientos 50 años después del pontificado de Sergio. Ni Auxilius de Nápoles ni Eugenio Vulgarius, ambos contemporáneos y opositores a Sergio hicieron mención del suceso.
La relación, aunque no imposible, ciertamente no habría persistido más allá del matrimonio entre Marozia y Alberico I de Spoleto en 909. El problema surge en la existencia de la necesidad de Teofilacto y Teodora de atar Sergio a ellos por tales medios, sobre todo cuando Sergio ya estaba profundamente en deuda con ellos tras su elevación al papado, sumando el hecho de perder la oportunidad de vincularse con otra casa noble mediante el matrimonio de Marozia. El nacimiento del futuro Juan XI en el año 910, después de su matrimonio con Alberico, parece indicar que Sergio no fue el padre. Sin embargo, resulta muy inusual que el hijo mayor de una casa noble sea destinado a una carrera en la iglesia, en lugar de heredar el título de su padre. El hecho que su hermano menor Alberico tomó el lugar de su padre como duque de Spoleto, sugiere la posibilidad que Juan fuera ilegítimo, siendo Sergio el candidato más probable para ser su padre.

## Fallecimiento
Falleció el 14 de abril de 911, y fue sucedido por Anastasio III. 
Fue enterrado en la antigua basílica de San Pedro, entre la puerta de plata y la puerta de Rávena.

## Posterioridad
Gran parte del pontificado de Sergio ha sido difamado a lo largo de la historia, principalmente a través del informe de su carácter y el estado de Roma durante su gobierno por Liutprando de Cremona. Su recuento del período fue notable por el surgimiento de lo que los historiadores papales del siglo XIX vieron como un "pornocracia" o "gobierno de rameras", una inversión del orden natural, según el Liber Pontificalis y un cronista cuyo punto de vista estaba sesgado en contra de Sergio III. Esta "pornocracia" fue una época en la que las mujeres ostentaron el poder de Roma: Teodora, a quien Liutprando describió como «puta descarada ... [que] ejerce el poder sobre la ciudadanía romana como un hombre» y su hija Marozia, madre de Juan XI y la reputación como amante de Sergio III se debe en gran medida de una observación de Liutprando.
César Baronio, historiador del siglo XVI, y basándose en Liutprando, fue particularmente mordaz, describiendo a Sergio como «un desgraciado, digno de la cuerda y del fuego [...] las llamas no podrían causar a este monstruo detestable el sufrimiento por los castigos que merece. Es imposible creer que tal papa fuera alguien legítimo».
Sin embargo, la realidad es que cuando Sergio fue exiliado a la fuerza por Lamberto, duque de Spoleto, todos los documentos oficiales fueron destruidos; por lo que gran parte de la documentación sobre Sergio que sobrevivió proviene de sus oponentes pro-Formoso, quienes habían huido a Nápoles. Respecto a la supuesta relación ilícita del papa Sergio III con Marozia, la Enciclopedia Católica dice que la historia de «que él hizo matar a sus dos predecesores, y que por sus relaciones ilícitas con Marozia tuvo un hijo, que después fue Juan XI, debe ser considerada como muy dudosa. Estas afirmaciones son hechas solamente por sus adversarios amargos o mal informados, y son incompatibles con lo que se dice de él por sus contemporáneos respetables».
Sin embargo, la mayoría de las opiniones modernas sobre el pontificado de Sergio siguen siendo pobres. De acuerdo con Horace K. Mann, «Sergio era, por desgracia, un marcado hombre de partido, y ansioso por la supremacía de su partido».
Lo mejor que Ferdinand Gregorovius pudo decir de él fue: «Que Sergio, que permaneció como papa a través de las tormentas durante siete años, fue, al menos, un hombre de energía como debe ser admitido, aunque son pocas las virtudes apostólicas que buscar en un personaje como este».
James S. Packer lo describió como maligno y feroz, que mataba a sus enemigos con un ejército privado, mientras que Walter Ullmann lo describe como un típico representante de la Casa de Teofilacto, preocupado por el poder y las relaciones sexuales.